# William Balck

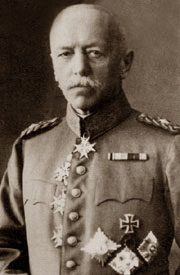
William Balck

Konrad Friedrich August Henry William Balck (* 19. Oktober 1858 in Osnabrück; † 15. Juli 1924 in Aurich) war ein preußischer Generalleutnant im Ersten Weltkrieg.

## Leben

### Herkunft
William war der Sohn des britischen Lieutenant Colonels Georg Philipp Balck und dessen Ehefrau Charlotte geborene Lütgen, einer Tochter des hannoverischen Generalmajors Conrad Friedrich Lütgen (1790–1854) und dessen Ehefrau Dorothee Charlotte Lackemann.

### Militärkarriere
Nach dem Besuch des Realgymnasiums trat er dem Kadettenhaus in Plön und wechselte ein Jahr später nach Berlin. Am 15. April 1876 wurde er als Fähnrich dem Ostfriesischen Infanterie-Regiment Nr. 78 der Preußischen Armee in Osnabrück überwiesen. Dort avancierte Balck Mitte Oktober 1877 zum Sekondeleutnant und war ab März 1886 als Bataillonsadjutant tätig. Nach seiner Beförderung zum Premierleutnant absolvierte er vom 1. Oktober 1889 bis zum 15. Februar 1892 die Kriegsakademie in Berlin. Anschließend setzte man Balck unter gleichzeitiger Beförderung zum Hauptmann als Kompaniechef in seinem Stammregiment ein. Eineinhalb Jahre später wechselte er als Lehrer an die Kriegsschule Danzig und in gleicher Funktion vom 14. Juli 1895 bis 30. Juni 1898 an die Kriegsschule Engers. Balck war dann Kompaniechef im Infanterie-Regiment „Vogel von Falckenstein“ (7. Westfälisches) Nr. 56 in Wesel und wurde am 13. September 1899 dem Großen Generalstab zugeteilt. Dort folgte am 22. Juli 1900 die Beförderung zum Major. Vom 18. August 1901 bis 11. September 1903 war Balck zeitgleich Mitglied der Studienkommission für die Kriegsschulen. Balck wechselte am 20. Juli 1904 wieder in den Truppendienst und wurde zum Kommandeur des III. Bataillons des Infanterie-Regiments „von Courbiére“ (2. Posensches) Nr. 19 in Görlitz ernannt. Am 16. Oktober 1906 versetzte man ihn in den Stab des Infanterie-Regiments „Graf Kirchbach“ (1. Niederschlesisches) Nr. 46 nach Posen und beförderte ihn am 27. Januar 1907 zum Oberstleutnant sowie am 27. Januar 1910 zum Oberst. Als solcher fungierte Balck ab 1. April 1910 als Kommandeur des Infanterie-Regiments „von der Marwitz“ (8. Pommersches) Nr. 61 in Thorn. Am 22. März 1913 wurde Balck mit der Führung der 82. Infanterie-Brigade in Colmar beauftragt und unter gleichzeitiger Beförderung zum Generalmajor am 18. April 1913 zum Kommandeur ernannt. Daran schloss sich ab dem 9. Mai 1914 eine Verwendung als Inspekteur der Feldtelegraphie an.
Mit Ausbruch des Ersten Weltkriegs fungierte Balck als Chef der Feldtelegraphie im Großen Hauptquartier. Balck erhielt dann am 7. Dezember 1914 wieder ein Feldkommando und wurde zum Kommandeur der 99. Infanterie-Brigade ernannt, mit der er an der Westfront zum Einsatz kam. Ausgezeichnet mit beiden Klassen des Eisernen Kreuzes wurde er am 19. Dezember 1914 verwundet und nach seinem Lazarettaufenthalt zunächst als Offizier von der Armee zur Verfügung gestellt. Nachdem Balck wieder dienstfähig war, übernahm er am 19. August 1915 die 13. Landwehr-Division und wurde ein Jahr später am 5. September 1916 zum Kommandeur der 51. Reserve-Division ernannt. In dieser Funktion folgte am 22. März 1917 seine Beförderung zum Generalleutnant. Im gleichen Jahr erhielt er den Kronenorden II. Klasse mit Stern und Schwertern. Balck wurde am 4. März 1918 von seinem Kommando abgelöst und zum Gouverneur der Baltischen Inseln Ösel, Dagö und Moon ernannt. In Würdigung seiner Tätigkeit als Divisionskommandeur während der Kämpfe in der Champagne und vor Verdun wurde Balck am 9. März 1918 mit dem Orden Pour le Mérite ausgezeichnet. Unter Belassung in seiner Stellung als Gouverneur und Verleihung des Roten Adlerordens II. Klasse mit Stern, Eichenlaub und Schwertern wurde er am 18. August 1918 zur Disposition gestellt. Seine Mobilmachungsbestimmung wurde am 26. Januar 1919 aufgehoben und Balck in den Ruhestand versetzt.
Balck publizierte eine Reihe von Büchern über militärische Taktiken.

### Familie
Er war seit 21. März 1893 mit Mathilde Jensen verheiratet. Aus der Ehe gingen zwei Kinder, Georg Otto Hermann sowie die Tochter Frieda hervor. Sein Sohn schlug ebenfalls die Offizierslaufbahn ein und war zuletzt General der Panzertruppe im Zweiten Weltkrieg. Balcks Grabstätte befindet sich auf dem Hasefriedhof.

### Auszeichnungen
- Preußisches Dienstauszeichnungskreuz[2]
- Kommandeur des Erlöser-Ordens[2]
- Komtur des Royal Victorian Order[2]
- Komtur des Ordens der Krone von Rumänien[2]
- Verwundetenabzeichen (1918) in Schwarz